# Yoshio Iimuro
Yoshio Iimuro (japanisch 飯室 芳男, Iimuro Yoshio; * 18. Januar 1925) ist ein ehemaliger japanischer Dreispringer.
1951 siegte er bei den Asienspielen in Neu-Delhi, 1952 wurde er Sechster bei den Olympischen Spielen in Helsinki, und 1954 gewann er Silber bei den Asienspielen in Manila.
Seine persönliche Bestleistung von 15,50 m stellte er am 12. Oktober 1952 in Morioka auf.